# Felsőlehota

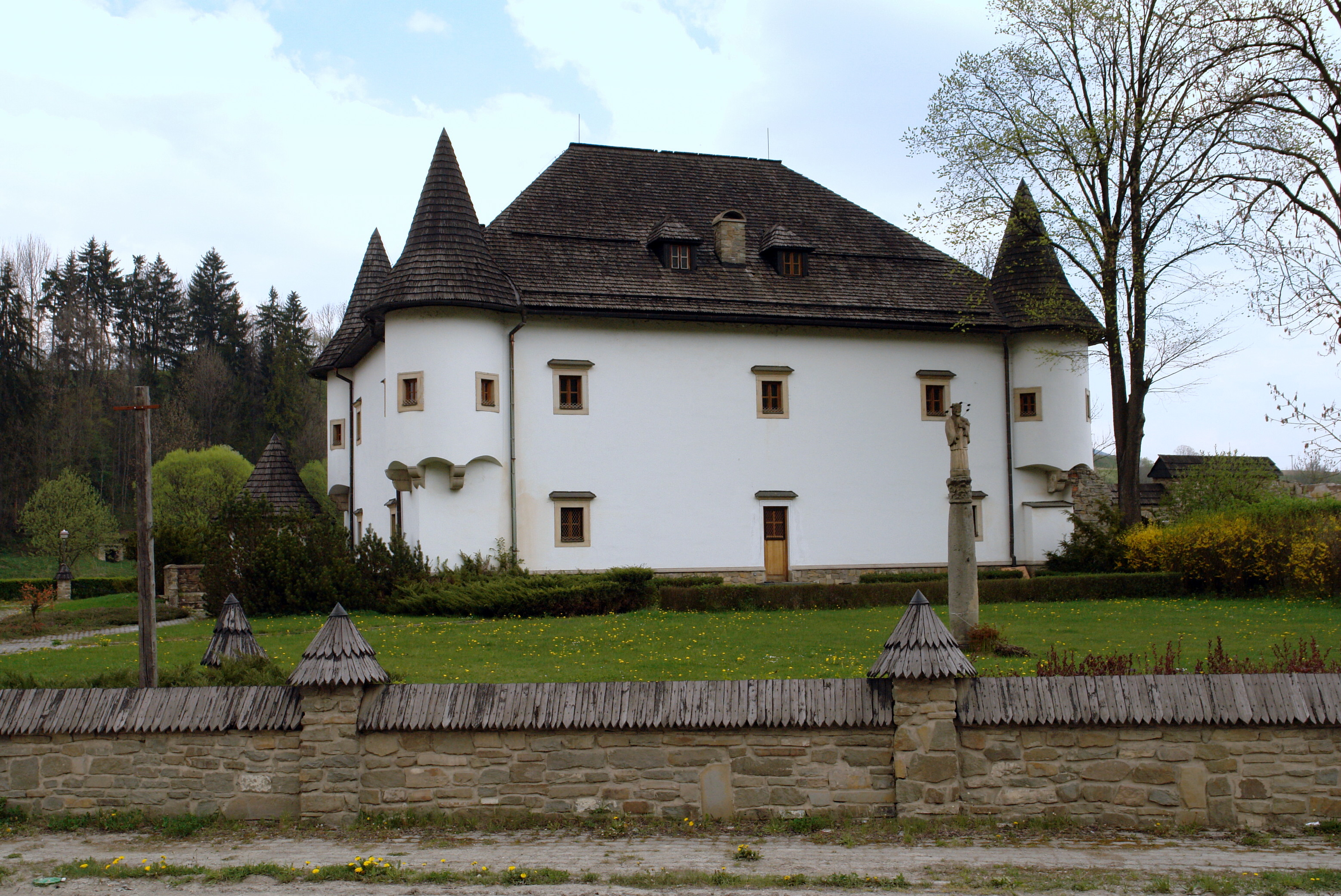
Az Abaffy-kastély

Felsőlehota (szlovákul Horná Lehota) község Szlovákiában, a Zsolnai kerületben, az Alsókubini járásban.

## Fekvése
Alsókubintól 11 km-re északkeletre, az Árva jobb partján fekszik.

## Története
1420-ban „Lehota” néven említik először. A falu a 15. század elején keletkezett, az árvai kincstári uradalomhoz tartozott, majd 1587-ben a Thurzóktól Abaffy János kapta adományba. A család két kastélyt is épített itt, egyiküknek már csak romjai láthatók. Lakossága a 18. században megnövekedett.
A 18. század végén Vályi András így ír róla: „Felső Lehota. Tót falu Árva Várm. földes Ura Abafy Uraság, a’ kinek Kastéllyával jelesíttetik, lakosai katolikusok, fekszik Árva vize mellett, Dlhámon alól, határja jó, vagyonnyai külömbfélék.”
Fényes Elek 1851-ben kiadott geográfiai szótárában így ír a faluról: „Lehota (Felső), tót f., Árva vármegyében, 612 kath., 22 zsidó lak. 42 sessio. Több uri lakházak. F. u. az Abaffy fam.”
A magyarországi településnevek 20. század eleji rendezése (névmagyarosítás) során a községi törzskönyv-bizottság 1906-ban a „Felsővágás” elnevezést javasolta a község számára, de ez nem vált hivatalossá. A trianoni diktátumig Árva vármegye Vári járásához tartozott.

## Népessége
| Év:            | 1994. | 2004.   | 2014.   | 2024.   |
| -------------- | ----- | ------- | ------- | ------- |
| Emberek száma: | 526   | 515     | 561     | 598     |
| Eltérés:       |       | -2,09 % | +8,93 % | +6,59 % |

| Év:            | 2023. | 2024.   |
| -------------- | ----- | ------- |
| Emberek száma: | 573   | 598     |
| Eltérés:       |       | +4,36 % |

1910-ben 484, túlnyomórészt szlovák anyanyelvű lakosa volt.
2001-ben 538 lakosából 537 szlovák volt.
2011-ben 552 lakosából 547 szlovák volt.

## Nevezetességei
- Barokk Szentháromság temploma a 17. században épült, a 18. században barokk stílusban alakították át, festett famennyezete van.
- A reneszánsz Abaffy-kastély 16. századi, a 18. században klasszicista stílusban építették át. Az Abaffy családnak síremléke áll itt.
- A falu másik kastélya a 18. században épült.
- Kápolnája 1688 és 1691 között épült.

## Neves személyek
- Itt született 1732-ben és hunyt el 1817. március 15-én nagy abafalvi és felső lehotai Abaffy Ferenc nagybirtokos, politikus, Árva vármegye alispánja, a Martinovits-társaság tagja.

## Külső hivatkozások
- Községinfó
- Felsőlehota Szlovákia térképén
- A község az Árvai régió honlapján